# يوحنا بلو
الأب يوحنا بلو اليسوعي أو جان باتيست بيلو (1237 - 1324 هــ / 1822 - 1906 م) هو راهب يسوعي اشتهر بمعجم فرنسي عربي صدر سنة 1890 في بيروت.
توفي سنة 1904 م حسب الزركلي و 1906 م حسب البدوي.

## آثاره
- «مبادئ النحو العربي» في 1849 وهو مأخوذ من كتاب النحو العربي لسيلفستر دي ساسي.
- «القاموس الفرنسي ـ العربي»، بيروت، 1890؛ وطبع طبعة ثانية في 1900. تولى الأب رفائيل نخلة إعادة تأليفه، وصدرت طبعة منه جديدة في بيروت 1952.
- «الغصن النضير» أو الكتاب المقدس للأطفال، ط1885، ط3، 1895.